# 李善鎬
李善鎬（韓語：이선호，1981年12月14日—），韓國男演員。

## 演出作品

### 電視劇
- 2005年：SBS《來去海邊》飾演 小井
- 2006年：KBS《雪之女王》飾演 金正奎
- 2007年：KBS《Drama City－梳篦》飾演 崔秀亨
- 2007年：MBC《Air City》飾演 善宇
- 2007年：CGV《正祖暗殺之謎－8天》飾演 張寅衡
- 2009年：MBC《令人垂涎之島》飾演 川村雅恩
- 2010年：MBC《越看越可愛》飾演 李善鎬
- 2010年：MBC《同伊》飾演 朝鮮英祖
- 2010年：KBS《瑪莉外宿中》飾演 李安
- 2011年：SBS《Midas》飾演 尹基旭
- 2011年：CGV《TV方子傳》飾演 方子
- 2011年：TV朝鮮《拯救高奉實歐巴桑》飾演 金城民
- 2013年：KBS《最佳李純信》飾演 崔妍兒同僚演員
- 2015年：SBS《媽媽我媳婦》飾演 朱敬民
- 2016年：SBS《Doctors》飾演 鄭派瀾
- 2016年：MBC《黃金口袋》飾演 尹俊翔
- 2019年：MBC《壞愛情》飾演 韓在赫
- 2023年：KBS2《秘密的女人》飾演 徐太陽

### 電影
- 2009年：《瑜珈學院（朝鲜语：요가학원）》（特別出演）
- 2010年：《夢想成真（朝鲜语：꿈은 이루어진다）》飾演 李善鎬
- 2011年：《鬥魂（朝鲜语：투혼）》飾演 神父
- 2013年：《色情巨匠奉萬大》
- 2014年：《Melo（朝鲜语：멜로 (영화)）》飾演 泰仁
- 2016年：《參禮（朝鲜语：삼례）》飾演 承宇

### MV
- 2005年：Buzz (韓國樂團)《사랑은 가슴이 시킨다》
- 2007年：金朝翰（朝鲜语：김조한）《사랑이 늦어서 미안해》
- 2008年：孫淡妃《Bad Boy》
- 2015年：圭賢《遠去的日子》

## 綜藝節目
- 2010年：MBC《我們結婚了》（與黃雨瑟惠）

## 外部連結
- NAVER （页面存档备份，存于）